# Axonolaimus paraspinosus
Axonolaimus paraspinosus is een rondwormensoort uit de familie van de Axonolaimidae. De wetenschappelijke naam van de soort is voor het eerst geldig gepubliceerd in 1931 door Schuurmans Stekhoven & Adam.